# Воєнінженер 1 рангу

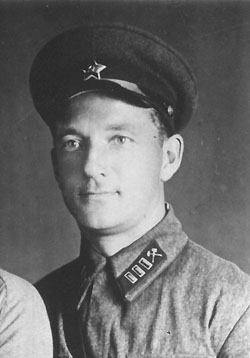
Воєнінженер 1 рангу Лангемарк Г. Е., один з авторів реактивного міномета «Катюша».

Воєнінженер 1 рангу (від «воєнний» та лат. ingenium — «здібність», «винахідливість», скор. воєнний інженер) — військове звання старшого офіцерського інженерного складу в Червоної армії СРСР з 1935 року по 1940/43 роки (поступово скасовувалося в різних родах військ та службах).
У 1935-39 роках еквівалентом звання було: у сухопутних силах звання полковник, у ВМС капітан ІІ рангу.
З 1939 року еквівалентом звання у сухопутних силах стає звання підполковник.
Воєнінженер 1 рангу був вище за рангом ніж воєнінженер 2 рангу і нижче за рангом від бригінженера (сухопутні сили) чи інженера-флагмана 3 рангу (ВМС).

## Історія використання

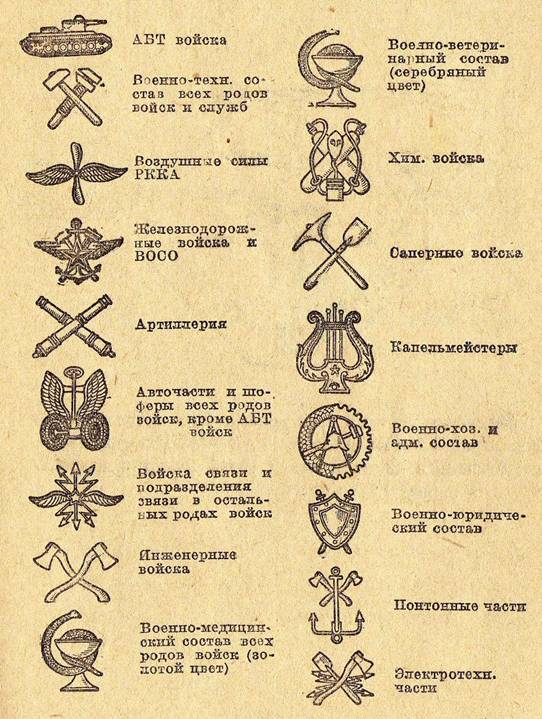
Додаток 1 Статуту внутрішньої служби РСЧА 1937 року («УВС-37») «Малюнки петличні знаків-емблем»

### 1935—1937
22 вересня 1935 року, при введенні персональних військових звань, для начальницького складу військово-технічного складу РСЧА та ВМС, були введені окремі звання, які відрізнялися від загальновійськових. Еквівалентом звань командного складу «полковник» (сухопутні сили), та «капітан ІІ рангу» (флот), стає звання військово-технічного складу «воєнінженер 1 рангу».

### 1939—1940
1 вересня 1939 року, відбуваються зміни серед порядку звань, та їх співвідношень. Додається звання підполковника (командний склад) та аналогічних звань серед начальницького складу (старший батальйонний комісар військово-політичного складу). Серед військово-технічного складу звання еквівалентне «полковнику» стало відсутнє, а воєнінженер 1 рангу, став співвідноситися, зі званням «підполковник».

### 1940
Указами Президії Верховної Ради СРСР від 7 травня 1940 «Про встановлення військових звань вищого командного складу Червоної Армії» (рос. «Об установлении воинских званий высшего командного состава Красной Армии») та «Про встановлення військових звань вищого командного складу Військово-Морського Флоту» (рос. «Об установлении воинских званий высшего командного состава Военно-Морского Флота») вводилися генеральські та адміральські звання для вищого командного склада. Крім того цими указами встановлювалися нові звання для інженерів корабельної служби, дорівняні до звань командного складу. Еквівалентом звання «воєнінженер 1 рангу» серед корабельного інженерного складу стає звання «інженер-капітан ІІ рангу».

### 1942—1943
У 1942/43 роках відбувається уніфікація військових звань різних складів та служб РСЧА та РСЧФ.
З 1942 року звання «воєнінженер 1 рангу» згідно з постановами ДКО СРСР поступово замінюється на звання «інженер-підполковник»:
- від 22 січня 1942 № 1180сс «Питання військово-повітряних сил Червоної Армії» введене звання інженер-підполковник інженерно-авіаційної служби;
- від 3 березня 1942 № 1381 «Про введення персональних військових звань інженерно-технічному складу артилерії Червоної Армії» і наказом військового комісаріату оборони СРСР № 68 від 4 березня 1942 введене звання інженер-підполковник інженерно-артилерійської служби.
- від 7 березня 1942 № 1408 «Про введення персональних військових звань інженерно-технічному складу автобронетанкових військ Червоної армії» і наказом військового комісаріату оборони СРСР № 71 від 8 березня 1942 вводилися звання інженерно-технічного складу, зокрема інженер-підполковник інженерно-танкової служби.
- від 4 квітня 1942 № 1528 «Про введення персональних військових звань інженерно-технічному складу ВПС ВМФ» і наказом НК ВМФ від 10 квітня 1942 ті самі звання вводились в ВМФ СРСР;
- у 17 червня 1942 введено звання інженер-підполковник для військово-технічного складу берегової служби ВМФ.

Останнім звання воєнінженера 1 рангу було скасовано у військово-технічного складу технічних військ, що відбулося 4 лютого 1943

## Знаки розрізнення

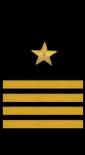
Воєнінженер 1 рангу

### Сухопутні сили та авіація РСЧА
Знаки розрізнення військово-технічного складу сухопутних і повітряних сил РСЧА, були червоні, їх носили на петлицях свого роду військ з відповідним особливим значком (емблемою).
Для звання воєнінженер 1 рангу був встановлений знак розрізнення в три прямокутника («шпали») в петлиці, як у підполковника (до 1940 року це були знаки розрізнення полковника), відрізняючись тільки окантовкою петлиць. Замість командирської золотистої окантовки була чорна (на чорних петлицях-червона чи синя), як у решти начальницького складу, а також у молодшого командного складу і червоноармійців.
Військовослужбовці військово-технічного складу РСЧА не мали на рукавах нашивок які були присутні у командного складу.

### ВМС
Командний склад ВМС, а також начальницький (військово-політичний, військово-технічний) склад який займав посади на кораблях, носили галуни жовтого (золотого) кольору. Інший начальницький склад (не командний) використовував галуни білого (сряблястого) кольору. Над галунними стрічками розташовувалася галуна п'ятипроменева зірка (відповідно срібляста чи золотиста).
Воєнінженери 1 рангу мали по чотири середніх галуни на рукавах, як капітани ІІ рангу.